# Liu Xiaodong (pittore)
Liu Xiaodong (劉小東T, 刘小东S, Liú XiǎodōngP; Liaoning, 1963) è un artista e pittore cinese.

## Educazione
Liu nasce nel 1963 nella piccola città industriale di Jincheng, centro produttivo per la cellulosa e la carta della provincia del Liaoning. A 17 anni si trasferisce a Pechino per studiare arte all'Accademia Centrale di Belle Arti (中央美术学院). Nel 1988 riceve il baccellierato d'arte in pittura ad olio e nel 1995 completa il percorso di studi con il Master d'arte in pittura ad olio, entrambi i titoli conseguiti presso il CAFA di Pechino.
Tra il 1998 e il 1999 continua gli studi all'Accademia di Belle Arti dell'Università Complutense di Madrid.
Attualmente è professore presso il Dipartimento di pittura della CAFA.

## Filmografia
1990: Esordio con il Movimento Cinese Film Indipendenti, con il ruolo di protagonista nel film The Days, nominato tra i primi 100 film più importanti del secolo scorso dalla [BBC].
1993: Regista del film Beijing Bastards.
2006: Protagonista del documentario Dong ("East",《东》), un documentario su "Three Gorges and Thailand painting" progetto diretto da Jia Zhangke. Il film-documentario fu candidato nel 2006 Festival del Cinema di Venezia per il Leone d'oro.

## Esposizioni
- 2016 Liu Xiaodong: Migrazioni; Fondazione Palazzo Strozzi, Firenze, Italia.
- 2011 Paintings of Yan' Guan; Art Basel Miami, Miami, Florida. Un'anteprima dei dipinti è stata pubblicata in Harper's Magazine.[4]
- 2010 Liu Xiaodong esposizione dei suoi dipinti a Pechino Vernissage il giorno 18 November 2010.[5]
- 2009 Esposizione inaugurale, Hadrien de Montferrand Gallery, Beijing
- 2008
  - Displacement: The Three Gorges Dam and Contemporary Chinese Art, Smart Museum of Art, University of Chicago
- 2006
  - Biennale of Sydney 2006, Biennale of Sydney, Sydney, NSW
  - The Three Gorges Project - Paintings by Liu Xiaodong, Asian Art Museum, San Francisco, CA
- 2005
  - The Wall - Reshaping Contemporary Chinese Art, Albright-Knox Art Gallery, Buffalo, NY
  - Regeneration - Contemporary Chinese Art from China and the U.S., ASUART - Arizona State University Art Museum, Tempe, AZ
  - The Second Beijing International Art Biennale 2005, Beijing International Art Biennale, Beijing
  - Mahjong - Chinesische Gegenwartskunst, Kunstmuseum Bern, Bern
- 2004
  - Three Gorges, China Art Archives & Warehouse (CAAW), Beijing
  - Regeneration - Contemporary Chinese Art, David Winton Bell Gallery, Providence, RI
- 2003
  - Alors, la Chine?, Centre Pompidou - Musée National d´Art Moderne, Paris
- 2002
  - The 1st Guangzhou Triennial, Guangzhou Triennial, Guangzhou, Guangdong
- 2001
  - Liu Xiaodong, Galerie Loft, Paris
- 2000
  - Photography as fine art, Galerie Skala, Cologne
  - Portraits, figures, couples and groups, BizArt, Shanghai